# Coupe du Golfe des clubs champions 1997
Navigation
Arabie saoudite 1994 Oman 1998
La Coupe du golfe des clubs champions 1997 est la 14e édition de la Coupe du golfe des clubs champions. Organisée à Doha au Qatar, elle regroupe au sein d'une poule unique les champions des pays du Golfe Persique. Les clubs rencontrent une seule fois leurs adversaires.

## Équipes participantes
5 équipes prennent part au tournoi :
- Kazma Sporting Club - Champion du Koweït 1995-1996
- Al Nasr Riyad - Champion d'Arabie saoudite 1994-1995
- Sharjah SC - Champion des Émirats arabes unis 1995-1996
- Sur Club - Champion d'Oman 1995-1996
- Al-Rayyan SC - Finaliste du Golden Four du championnat du Qatar 1996-1997

## Compétition
| Rang | Équipe              | Pts | J | G | N | P | Bp | Bc | Diff |  | Résultats (▼ dom., ► ext.) |  |     |     |     |     |
| ---- | ------------------- | --- | - | - | - | - | -- | -- | ---- |  | -------------------------- |  | --- | --- | --- | --- |
| 1    | Al Nasr Riyad       | 8   | 4 | 2 | 2 | 0 | 7  | 3  | +4   |  | Al Nasr Riyad              |  | 1-1 | 3-1 | 1-1 | 2-0 |
| 2    | Kazma Sporting Club | 8   | 4 | 2 | 2 | 0 | 7  | 3  | +4   |  | Kazma Sporting Club        |  |     | 3-0 | 3-2 | 0-0 |
| 3    | Sur Club            | 4   | 4 | 1 | 1 | 2 | 4  | 7  | -3   |  | Sur Club                   |  |     |     | 1-1 | 2-0 |
| 4    | Al-Rayyan SC        | 3   | 4 | 0 | 3 | 1 | 6  | 7  | -1   |  | Al-Rayyan SC               |  |     |     |     | 2-2 |
| 5    | Sharjah SC          | 2   | 4 | 0 | 2 | 2 | 2  | 6  | -4   |  | Sharjah SC                 |  |     |     |     |     |

### Finale pour le titre
| Équipe 1      | Résultat | Équipe 2            |
| ------------- | -------- | ------------------- |
| Al Nasr Riyad | 1 - 0    | Kazma Sporting Club |

| Coupe des clubs champions du golfe Persique Al Nasr Riyad 2e titre |